# アングラ演劇
アングラ演劇（アングラえんげき）とは、日本の1960年代中期から1970年代前半にかけて全盛期を迎えた舞台表現（主に演劇）の潮流である。「アングラ」とはアンダーグラウンドの略語。見世物小屋的要素を取り込み、それまでの近代演劇（新劇など）が排除した、土俗的なものを復権させたのが一つの要素で、独特の世界を作り上げた。「天井桟敷」や「状況劇場」が代表的な劇団だった。

## 概要
運動の根底には反体制運動や反商業主義の思想があり、1960年代の学生運動や市民運動、労働運動の思想とも通底するものがあった。また、それまでの商業演劇や「新劇」とは一線を画して実験的な表現で独特な世界を創り上げ、その後の日本演劇に大きな影響を与えた。公演ポスターのデザインや舞台美術というかたちで一部の現代美術も取り込んで展開したのが特徴で、ジャズやロックなどポップ・ミュージックも取り込んでいた。アングラ演劇・前衛演劇研究家の梅山いつき（近畿大学）は、60年代アングラ演劇の横尾忠則や宇野亜喜良らの思い出について回想している。
扇田昭彦は、アングラ演劇が日本演劇界に引き起こした変化を、次の九つの項目に分けて説明している。（岡室美奈子・梅山いつき『六〇年代演劇再考』所収「六〇年代演劇の軌跡と影響」）
- 第一に、劇構造、戯曲の構造の変化である。
- 第二に、演技する身体と演技の変化である。
- 第三に、劇場空間の変化である。
- 第四に、笑いの増進である。
- 第五に、音楽の導入である。
- 第六に、伝統演劇との接点の変化である。
- 第七に、演劇における理論化の作業である。
- 第八に、演劇運動である。
- 第九に、海外公演の増加である。

梅山いつきは、次のようにアングラ演劇の特徴をあげている。
- 演劇かくあるべきという表現の形を壊した
- 実験的な発想に基づく舞台
- ときに荒々しく暴力的
- 理解しがたい物語[5]

また、アングラ演劇という用語は当初はマイナーだったが、根津甚八のほか有名俳優になった者も登場した。

## 主要劇団
寺山修司は俳人、歌人だったが、天井桟敷を結成して演劇に進出したアウトサイダーである。黒テントや状況劇場などがなんらかの形で新劇の系譜とつながっていたのに対し、天井桟敷がまったく新劇とつながりがなかった。そのため、外国の研究者が日本の演劇関係者に寺山のことを尋ねても、きわめて冷たい反応しかかえってこないケースが多かったという。
他の劇団は、大きく学生演劇出身と新劇出身に分けることもできる。学生演劇出身は、唐十郎の状況劇場、鈴木忠志・別役実の早稲田小劇場、つかこうへいなど。新劇出身は、串田和美の自由劇場、佐藤信の黒色テント六八／七一、蜷川幸雄の現代人劇場、太田省吾の転形劇場などがいた。
1980年代になると、関係者がメジャーな演劇や映画などにも出演することも増えてきた。活動中のアングラ劇団としては、唐組（状況劇場が改組）、SCOT（早稲田小劇場が改組）、維新派（「劇団日本維新派」から改称）、月蝕歌劇団や演劇実験室◎万有引力、毛皮族といった劇団があげられる。
天井桟敷 (劇団)#主な共同作業者は、ほかに天井桟敷出身には芥正彦、松田暎子、新高恵子、蘭妖子、カルメンマキ、若松武史、小柳基、山本百合子、高橋ひとみ、三上博史、昭和精吾、根本豊らがいた。また劇団をサポートした人々としてはJ・A・シーザー、田中未知、横尾忠則、宇野亜喜良らがいた。
状況劇場出身には李麗仙、藤原マキ、麿赤児、不破万作、大久保鷹、四谷シモン、吉澤健、根津甚八、小林薫、佐野史郎、四ノ宮浩、六平直政、十貫寺梅軒、水上竜士、荒戸源次郎（映画『赤目四十八滝心中未遂』を監督）、金守珍、コビヤマ洋一、渡辺いっけいらがいた。
その他のアングラ劇団に所属したことがある俳優としては、外波山文明（はみだし劇場、椿組）、流山児祥や立本夏山（流山児★事務所）、三上ナミや森永理科（月蝕歌劇団）、石橋蓮司や緑魔子（劇団「第七病棟」）、林美樹（劇団赤と黒）、青山リマ（劇団赤と黒ほか）、上杉清文（天象儀館ほか）、玉城満（発見の会）、鷹匠訓子（らせん劇場）、木野花（劇団青い鳥）、金子正次（東京ザットマン）、芥正彦（劇団駒場）、清水綋治（劇団自由劇場）、大垣俊輔（唐組）などや、田口トモロヲ、若林彰、大久保鷹、風間杜夫、丸尾末広、佐川光晴、中島葵、荒戸源次郎と夢村四郎（天像儀館）、転形劇場には枝元なほみ、大杉漣、増田再起、あらい汎、植村達雄らがいた。日活ロマンポルノの女優にも、何人かアングラ演劇出身者がいる。
ほかに、芥正彦（劇団駒場、ホモフィクタス）、早稲田小劇場#主な出身者、月蝕歌劇団#主な劇団員、劇団黒テント#主な人物、新宿梁山泊#俳優、などを参照。
このほか劇団としては「第三エロチカ」、アングラ演劇にかかわった人々としては糸文弘（劇団三文館）、山崎博子、内田栄一 (作家)（東京ザットマン）、真壁茂夫や井上弘久（転形劇場）、若林彰、飴屋法水、篠原勝之、合田佐和子、赤瀬川原平などがアングラ演劇のフィールドで活動していた。

## 和書
- 「寺山修司の時代」文芸別冊（河出書房新社）
- 菅孝行『［増補］戦後演劇－新劇は乗り越えられたか』社会評論社、2003年
- 岡室美奈子・梅山いつき編『六〇年代演劇再考』水声社、2012年
- 梅山いつき『アングラ演劇論』作品社、2012年